# Odiseja (2026.)
Odiseja (eng. The Odyssey) je nadolazeći epski akcijski fantastični film koji je napisao, režirao i koproducirao Christopher Nolan. Adaptacija je starogrčkog epskog spjeva Odiseja, koji se pripisuje Homeru. U glavnoj ulozi, Matt Damon tumači Odiseja, grčkog kralja Itake, a film prati njegov dug i opasan put kući nakon Trojanskog rata dok pokušava ponovno se ujediniti sa svojom suprugom Penelopom. U glumačkoj postavi su i Tom Holland, Anne Hathaway, Zendaya, Lupita Nyong'o, Robert Pattinson, Charlize Theron i Jon Bernthal. Film je produciran u sklopu Nolanove produkcijske kuće Syncopy, a distribuciju potpisuje Universal Pictures.
Nakon uspješnog izlaska i nagrađivane kampanje filma Oppenheimer (2023.), Nolan je započeo rad na scenariju za svoj sljedeći film, u listopadu 2024. otkriveno je da će ponovno surađivati s Universalom. U mjesecima koji su uslijedili provedena je glumačka selekcija, a u prosincu je film službeno najavljen kao adaptacija Odiseje. Snimanje je započelo u veljači 2025. i odvijalo se na raznim lokacijama diljem svijeta, uključujući Maroko, Grčku, Italiju, Škotsku, Island i Zapadnu Saharu. S procijenjenim proračunom od 250 milijuna dolara, ovo je najskuplji film u Nolanovoj karijeri te prvi blockbuster snimljen u potpunosti IMAX 70 mm filmskim kamerama.
Odiseja bi u kinima u SAD-u trebao biti premijerno prikazan 17. srpnja 2026. godine.

## Glumačka postava
- Matt Damon kao Odisej, legendarni grčki kralj Itake
- Tom Holland kao Telemah, Odisejev sin
- Anne Hathaway
- Zendaya as Athena
- Lupita Nyong'o
- Robert Pattinson
- Charlize Theron kao Kirka, božica i čarobnica
- Jon Bernthal
- Benny Safdie
- John Leguizamo
- Elliot Page
- Himesh Patel
- Bill Irwin
- Samantha Morton
- Jesse Garcia
- Will Yun Lee
- Rafi Gavron
- Shiloh Fernandez
- Mia Goth
- Corey Hawkins
- Nick E. Tarabay
- Jimmy Gonzales
- Maurice Compte
- Michael Vlamis
- Iddo Goldberg
- Josh Stewart
- Ryan Hurst
- Anthony Molinari
- Logan Marshall-Green

## Vanjske poveznice
- Odiseja u internetskoj bazi filmova IMDb-a